# El Porompompero
«El Porompompero» es una rumba compuesta en 1960 por el músico Juan Solano Pedrero y los letristas José Antonio Ochaíta y Xandro Valerio.

## Historia
Fue compuesta para el cantante El Príncipe Gitano, pero no la llegó a grabar en su momento, pero sí un año más tarde. Luego fue Manolo Escobar quien la grabó por primera vez y la popularizó, con el que fue su primer éxito como cantante. En 1962, formó parte del repertorio musical pero con una distinta versión de la letra, adaptada a la película Los Guerrilleros, dirigida por Pedro Luis Ramírez y protagonizada por el mismo Escobar junto con Rocío Jurado.
En 1970, El Porompompero en interpretación de Manolo Escobar fue el disco más vendido en España alcanzando más de un millón de copias vendidas. También formó parte en 1982 del repertorio musical de la película Todo es posible en Granada, dirigida por Rafael Romero Marchent y protagonizada por Manolo Escobar. 
En los años 1960 y en las siguientes décadas, esta canción fue muy popular en todo el país e incluso en otros países, como por ejemplo, Rusia, Japón y Arabia. Se hicieron varias versiones y en varios idiomas por muchos cantantes. Entre ellos, Sara Montiel, Marisol, Mina Mazzini.

## Versiones lingüísticas
| Año  | Título          | Idioma         | Cantante           |
| ---- | --------------- | -------------- | ------------------ |
| 1960 | El Porompompero | Español        | Manolo Escobar     |
| 1961 | El Porompompero | Español        | El Príncipe Gitano |
| 1962 | El Porompompero | Español        | Sara Montiel       |
| 1963 | El Porompompero | Español        | Marisol            |
| 1972 | El Porompompero | Inglés y Chino | Marisol            |
| 1977 | El Porompompero | Español        | Mina Mazzini       |